# گمینا ووسوشنا دولنا
گمینا ووسوشنا دولنا (به لهستانی:  Gmina Łososina Dolna) یک گمینا در لهستان است که در شهرستان نوو سانچ واقع شده‌است. گمینا ووسوشنا دولنا ۸۴٫۳۱ کیلومتر مربع مساحت و ۹٬۸۱۴ نفر جمعیت دارد.

## خواهرخوانده
شهر کرسچنتینو خواهرخواندهٔ گمینا ووسوشنا دولنا هست.